# 第5回社会人野球日本選手権大会予選
第5回社会人野球日本選手権大会予選は、第5回社会人野球日本選手権大会の出場チームを決定するために行われた予選の結果をまとめたものである。（1次予選のコールド、延長のイニングは記載しない。）

## 出場枠
- 地区代表22（北海道2、東北2、関東3、中部2、東海北陸2、近畿5、中国2、四国2、九州2）

## 北海道地区
- 1回戦

北海道拓殖銀行　21－1（6回コールド）　航空自衛隊稚内
日産サニー札幌　10－3　函館太洋倶楽部
札幌トヨペット　5－2　札幌フライヤーズ
電電北海道　10－0（7回コールド）　旭川鉄道管理局
札幌鉄道管理局　6－1　小樽野球協会
- 2回戦

北海道拓殖銀行　1x－0　新日鉄室蘭
日産サニー札幌　3－3（延長14回引き分け再試合）　札幌トヨペット
大昭和製紙北海道　7－1　電電北海道
札幌鉄道管理局　2－0（8回日没コールド）　王子製紙苫小牧
日産サニー札幌　6－1　札幌トヨペット
- 代表決定戦

北海道拓殖銀行　6－0　日産サニー札幌
大昭和製紙北海道　1－0　札幌鉄道管理局
北海道拓殖銀行、大昭和製紙北海道が本戦出場

## 東北地区

### 青森県1次予選
- 1回戦（代表決定戦）

三菱製紙八戸　5－4　全弘前倶楽部
八戸市水道部　11－0　自衛隊青森
- 決勝

八戸市水道部　4－2　三菱製紙八戸
八戸市水道部、三菱製紙八戸が東北2次予選に進出

### 岩手県1次予選
- 1回戦

岩手県経済連　7－0　福高クラブ
- 1回戦

岩手銀行　7－0　水沢駒形野球倶楽部
盛岡鉄道管理局　6－0　オール宮古
オール不来方　2－1　アイワ
小野田セメント　4－2 　一関三星クラブ
東京製綱　7－2　オール江刺
釜石野球団　4－2　岩手県経済連
一関ユニオンクラブ　（不戦勝）　全久慈
新日鉄釜石　10－0　盛友クラブ
- 3回戦

岩手銀行　3－0　小野田セメント
釜石野球団　4－1　オール不来方
盛岡鉄道管理局　2－1　東京製綱
新日鉄釜石　16－0　一関ユニオンクラブ
- 準決勝

岩手銀行　8－1　釜石野球団
新日鉄釜石　2－1　盛岡鉄道管理局
- 代表決定戦

新日鉄釜石　6－3　岩手銀行
新日鉄釜石が東北2次予選に進出

### 秋田県1次予選
- 1回戦

秋田銀行　9－5　秋田鉄道管理局
東北肥料　6－5　秋田経大校友クラブ
- 準決勝

TDK　10－0　秋田銀行
秋田相互銀行　14－11　東北肥料
- 代表決定戦

TDK　9－4　秋田相互銀行
TDKが東北2次予選に進出

### 宮城県1次予選
- 1回戦

東北クラブ　9－0　仙商クラブ
仙台鉄道管理局　10－0　亘理クラブ
- 準決勝

電電東北　7－0　東北クラブ
仙台鉄道管理局　6－1　石巻ハリケーンクラブ
- 代表決定戦

仙台鉄道管理局　3－2　電電東北
仙台鉄道管理局が東北2次予選に進出

### 山形県1次予選
- 1回戦

山形相互銀行　4－0　日大山形OB
- 代表決定戦

鶴岡クラブ　4－2　山形相互銀行
鶴岡クラブが東北2次予選に進出

### 福島県1次予選
- 1回戦

自衛隊福島　5－4　飯塚病院クラブ
ヨークベニマル　10－0　小名浜クラブ
ミドリ十字クラブ　4－1　塙クラブ
双高OBクラブ　12－6　小峰クラブ
オール常交　4－2　原田クラブ
二本松クラブ　（不戦勝）　ニュー相馬
福島硬友クラブ　（不戦勝）　学石OBクラブ
- 2回戦

ヨークベニマル　2－0　自衛隊福島
ミドリ十字クラブ　5－2　双高OBクラブ
オール常交　11－2　二本松クラブ
福島硬友クラブ　4－0　保原クラブ
- 準決勝

ヨークベニマル　3－1　ミドリ十字クラブ
福島硬友クラブ　2－1　オール常交
- 代表決定戦

ヨークベニマル　10－0　オール常交
ヨークベニマルが東北2次予選に進出

### 東北2次予選
- 1回戦

ヨークベニマル　8－4　三菱製紙八戸
仙台鉄道管理局　3－1　TDK
新日鉄釜石　12－0（7回コールド）　ヨークベニマル
- 準決勝（代表決定戦）

仙台鉄道管理局　3－0　ヨークベニマル
八戸市水道部　2－0　新日鉄釜石
- 決勝

八戸市水道部　4－1　仙台鉄道管理局
八戸市水道部、仙台鉄道管理局が本戦出場

## 関東地区

### 茨城県1次予選
- 1回戦

日立製作所　16－0　東日本薬品
- 2回戦

日立製作所　11－0　鹿島石油
住友金属鹿島　13－0　水戸鉄道管理局
- 代表決定戦

日立製作所　3－2　住友金属鹿島
日立製作所が関東2次予選に進出

### 群馬県1次予選
- 1回戦

伊勢崎レッドソックス　10－1　硬友クラブ
全前橋野球倶楽部　3－2　オール太田クラブ
- 準決勝

富士重工業　10－0　伊勢崎レッドソックス
高崎鉄道管理局　10－3　全前橋野球倶楽部
- 代表決定戦

富士重工業　7－3　高崎鉄道管理局
富士重工業が関東2次予選に進出

### 埼玉県1次予選
- 1回戦

エーザイ　14－12　戸田中央総合病院
飯能高OBクラブ　3－2　全浦和野球団
本田技研　8－0　日産ディーゼル
- 準決勝

日本通運　6－1　エーザイ
本田技研　5－0　飯能高OBクラブ
- 代表決定戦

日本通運　1－0　本田技研
日本通運が関東2次予選に進出

### 千葉県1次予選
- 1回戦

三井造船千葉　7－1　千葉鉄道管理局
- 準決勝

川崎製鉄千葉　5－3　三井造船千葉
電電関東　4－0　新日鉄君津
- 代表決定戦

川崎製鉄千葉　2－0　電電関東
川崎製鉄千葉が関東2次予選に進出

### 東京都1次予選
- 1回戦

リッカー　10－0　三井銀行
明治生命　11－8　日本IBM
- 2回戦

熊谷組　2－0　朝日生命
電電東京　5－3　リッカー
鷺宮製作所　6－5　東京鉄道管理局
東京ガス　8－0　明治生命
- 準決勝（代表決定戦）

電電東京　3－2　熊谷組
東京ガス　4－1　鷺宮製作所
- 決勝

東京ガス　4－0　電電東京
東京ガス、電電東京が関東2次予選に進出

### 多摩地区1次予選
- 1回戦

全調布倶楽部　2－1　全府中倶楽部
東芝府中　8－2　オールスリーボンド
- 代表決定戦

東芝府中　6－0　全調布倶楽部
東芝府中が関東2次予選に進出

### 神奈川県1次予選
- 1回戦

いすゞ自動車　12－1　横浜クラブ
三菱重工横浜　11－1　横浜高島屋
清工建設　8－4　相模原市役所
- 2回戦

日産自動車　1－0　日本鋼管
いすゞ自動車　2－1　日本石油
三菱自動車川崎　3－1　三菱重工横浜
東芝　5－4　清工建設
- 準決勝（代表決定戦）

日産自動車　1－0　いすゞ自動車
東芝　7－5　三菱自動車川崎
- 3位決定戦

いすゞ自動車　4－0　三菱自動車川崎
- 決勝

日産自動車　7－2　東芝
日産自動車、東芝が関東2次予選に進出

### 関東2次予選
全足利クラブ（栃木県）も出場
- 1回戦

日本通運　7x－6　東芝府中
東芝　10－0（7回コールド）　全足利クラブ
- 2回戦

電電東京　7－3　日立製作所
富士重工業　3－2　川崎製鉄千葉
日産自動車　6－3　日本通運
東京ガス　4－2　東芝
- 準決勝（代表決定戦）

日産自動車　5－2　電電東京
富士重工業　5－4　東京ガス
- 第3代表決定戦

東京ガス　2－1　電電東京
- 決勝

日産自動車　8－5　富士重工業
日産自動車、富士重工業、東京ガスが本戦出場

## 中部地区（新潟、富山、長野、山梨、静岡）

### 山梨県1次予選
- 1回戦

峡北クラブ　11－9　山梨球友クラブ
山梨クラブ　11－2　オール櫛形
- 代表決定戦

山梨クラブ　11－10　峡北クラブ
山梨クラブが中部2次予選に進出

### 新潟県1次予選
- 1回戦

ニチエー　8－1　新潟クラブ
全飯豊　13－3　オール東
長商クラブ　（不戦勝）　明石クラブ
平和クラブ　18－3　吉田クラブ
三条バンデット　（不戦勝）　長岡クラブ
新潟コンマーシャル倶楽部　12－7　オール北越
新津クラブ　3－0　小千谷クラブ
国鉄新潟　9－0　白根野球団
- 2回戦

ニチエー　4－3　全飯豊
平和クラブ　12－4　長商クラブ
新潟コンマーシャル倶楽部　12－2　三条バンデット
国鉄新潟　10－0　新津クラブ
- 準決勝

ニチエー　13－3　平和クラブ
国鉄新潟　5－4　新潟コンマーシャル倶楽部
- 代表決定戦

国鉄新潟　5－2　ニチエー
国鉄新潟が中部2次予選に進出

### 静岡県1次予選
- 1回戦

清水クラブ　12－1　オール沼津
富士クラブ　5－4　協和発酵クラブ
河合楽器　12－0　東芝富士クラブ
吉原商工クラブ　12－3　岳南クラブ
清豊クラブ　1－0　静岡物産クラブ
- 2回戦

清水クラブ　4－2　関東自動車工業
日本楽器　7－0　富士クラブ
河合楽器　9－0　吉原商工クラブ
大昭和製紙　4－2　清豊クラブ
- 準決勝（代表決定戦）

日本楽器　12－1　清水クラブ
大昭和製紙　7－0　河合楽器
- 3位決定戦（代表決定戦）

河合楽器　8－0　清水クラブ
- 決勝

大昭和製紙　3－1　日本楽器
大昭和製紙、日本楽器、河合楽器が中部2次予選に進出

### 富山県1次予選
- 代表決定戦（2勝先取）

北陸銀行　12－2　電電富山
電電富山　2－1　北陸銀行
電電富山　2－0　北陸銀行
電電富山が中部2次予選に進出

### 中部2次予選
三協精機、電電信越（ともに長野県）も出場
- 1回戦

三協精機　5－2　電電富山
河合楽器　10－0（8回コールド）　国鉄新潟
電電信越　1－0　大昭和製紙
日本楽器　3－1　山梨クラブ
- 準決勝（代表決定戦）

三協精機　5－3　河合楽器
日本楽器　7－1　電電信越
- 決勝

三協精機　4－1（延長12回）　日本楽器
三協精機、日本楽器が本戦出場

## 東海北陸地区（愛知、岐阜、三重、石川、福井）
- 1回戦

東海理化　8－3　三菱名古屋
王子製紙春日井　6x－5　愛知トヨタ
サンジルシ醸造　6－1　日本通運名古屋
トヨタ自動車　4－1　新日鉄名古屋
名古屋日産　5x－4　東邦ガス
西濃運輸　13－4　電電東海
名古屋鉄道管理局　8－3（8回コールド）　ホンダ技研鈴鹿
- 2回戦

王子製紙春日井　4－3　東海理化
トヨタ自動車　1－1（延長16回日没引き分け）　サンジルシ醸造
西濃運輸　6－1　名古屋日産
名古屋鉄道管理局　2－0　電電北陸
サンジルシ醸造　5－1　西川物産
三菱名古屋　13－0（7回コールド）　東邦ガス
本田技研鈴鹿　5－2　松阪クラブ
電電北陸　12－1（7回コールド）　名古屋日産
トヨタ自動車　4－3 サンジルシ醸造
- 代表決定戦

王子製紙春日井　5－2　トヨタ自動車
西濃運輸　3－2（延長13回）　名古屋鉄道管理局
王子製紙春日井、西濃運輸が本戦出場

## 近畿地区

### 京滋1次予選
- 1回戦

京都市役所　2－1　丸勝
全大津　9－4　高島屋京都
京都信用金庫　4－0　西京クラブ
第一紙行　9－4　京都ビルクラブ
- 2回戦（代表決定戦）

辻和　9－1　京都市役所
日本新薬　13－1　全大津
大丸　2－1　京都信用金庫
三菱自動車京都　4－2　第一紙行
- 準決勝

日本新薬　6－5　辻和
大丸　4－2　三菱自動車京都
- 決勝

大丸　6－3　日本新薬
- 敗者復活1回戦

京都市役所　4－3　全大津
第一紙行　3－1　京都信用金庫
- 敗者復活代表決定戦

第一紙行　6－5　京都市役所
大丸、日本新薬、辻和、三菱自動車京都、第一紙行が近畿2次予選に進出

### 大阪府1次予選
- 1回戦

大阪ガス　6－3　全三和銀行
大和銀行　11－1　大阪ペーシェンス
住友銀行　2－0　大阪高島屋
- 2回戦（代表決定戦）

松下電器　3－0　大阪ガス
電電近畿　5－2　デュプロ
新日鉄堺　9－0　大和銀行
日本生命　1－0　住友銀行
- 準決勝

松下電器　5－1　電電近畿
新日鉄堺　2－1　日本生命
- 決勝

松下電器　3－2　新日鉄堺
- 敗者復活1回戦

大阪ガス　4－1　大和銀行
住友銀行　3－2　デュプロ
- 第五代表決定戦

大阪ガス　3－0　住友銀行
松下電器、新日鉄堺、電電近畿、日本生命、大阪ガスが近畿2次予選に進出

### 兵庫県1次予選
- 1回戦（代表決定戦）

川崎製鉄神戸　3－2　新日鉄広畑
神戸製鋼　2－0　小西酒造
- 2回戦（代表決定戦）

三菱重工神戸　2－1　川崎重工
神戸製鋼　1－0　川崎製鉄神戸
- 決勝

三菱重工神戸　4－3　神戸製鋼
- 敗者復活代表決定戦

新日鉄広畑　3－1　小西酒造
川崎重工　5－4 小西酒造
三菱重工神戸、神戸製鋼、川崎製鉄神戸、新日鉄広畑、川崎重工が近畿2次予選に進出

### 近畿2次予選
住友金属（和歌山県）も出場
- 1回戦

住友銀行　2－1（延長18回）　三菱自動車京都
川崎製鉄神戸　5－3（延長10回）　日本生命
三菱重工神戸　5－0　第一紙行
電電近畿　7－2　日本新薬
松下電器　1－0　辻和
神戸製鋼　1－0　大阪ガス
大丸　12－0　新日鉄広畑
新日鉄堺　4－1　川崎重工
- 代表決定戦

川崎製鉄神戸　7－3　住友金属
三菱重工神戸　2－0　電電近畿
松下電器　3x－2　神戸製鋼
大丸　5－5（延長14回引き分け）　新日鉄堺
大丸　3－2　新日鉄堺
- 敗者復活1回戦

住友金属　7－6（延長11回）　電電近畿
神戸製鋼　5－0　新日鉄堺
- 第五代表決定戦

神戸製鋼　3－0　住友金属
川崎製鉄神戸、三菱重工神戸、松下電器、大丸、神戸製鋼が本戦出場

## 中国地区

### 岡山県1次予選
- 代表決定リーグ戦

川崎製鉄水島　1－0　三菱自動車水島
川崎製鉄水島　5－1　三井造船玉野
三井造船玉野　7－3　三菱自動車水島
川崎製鉄水島、三井造船玉野が中国2次予選に進出

### 広島県1次予選
- 1回戦

三菱重工三原　2－1　広島マツダ
- 2回戦

電電中国　5－0　国鉄広島
日本鋼管福山　7－0　山本鋼材
常石鉄工　5－3　三菱重工三原
三菱重工広島　7－0　東洋工業
- 準決勝

常石鉄工　5－4　電電中国
日本鋼管福山　10－1　三菱重工広島
- 2回戦

日本鋼管福山　6－0　常石鉄工
日本鋼管福山、常石鉄工、電電中国、三菱重工広島が中国2次予選に進出

### 山口県1次予選
- 1回戦

協和発酵　2－1　航空自衛隊防府
- 2回戦（代表決定戦）

田辺製薬　5－0　協和発酵
新日鉄光　2－1　オール防府クラブ
- 代表決定戦

田辺製薬　1－0　新日鉄光
- 敗者復活1回戦

オール防府クラブ　8－5　航空自衛隊防府
協和発酵　2－1　オール防府クラブ
- 第二代表決定戦

新日鉄光　1－0　協和発酵
田辺製薬、新日鉄光が中国2次予選に進出

### 中国2次予選
- 1回戦

三菱重工広島　2－1　新日鉄光
日本鋼管福山　7－0　三井造船玉野
田辺製薬　5－2　常石鉄工
電電中国　3－1　川崎製鉄水島
- 準決勝（代表決定戦）

三菱重工広島　5－2　日本鋼管福山
電電中国　1－0　田辺製薬
- 決勝

三菱重工広島　7－1　電電中国
三菱重工広島、電電中国が本戦出場

## 四国地区
- 1回戦

大倉工業　9－4　電電四国
阿波銀行　10－0（7回コールド）　大林自動車クラブ
国鉄四国　2－1　丸善石油
四国銀行　7－2　鳴門クラブ
- 準決勝（代表決定戦）

大倉工業　4x－3（延長10回）　阿波銀行
国鉄四国　3－1　四国銀行
- 決勝

大倉工業　5x－4　国鉄四国
大倉工業、国鉄四国が本戦出場

## 九州地区
- 1回戦

三菱重工長崎　6－1　日立造船有明
九州産交　7－4　大分鉄道管理局
新日鉄八幡　3x－1　熊本鉄道管理局
新日鉄大分　5－2　あけぼの通商
- 2回戦

電電九州　9－7　三菱重工長崎
九州産交　6－0　鹿児島鉄道管理局
日鉱佐賀関　4－2　新日鉄八幡
門司鉄道管理局　3－1　新日鉄大分
- 代表決定戦

電電九州　7－2　九州産交
日鉱佐賀関　3－2　門司鉄道管理局
- 決勝

電電九州　4－2　日鉱佐賀関
電電九州、日鉱佐賀関が本戦出場